# مومودو موتاير
مومودو موتاير (Momodu Mutairu) (مواليد 2 سبتمبر 1976)، هو لاعب كرة قدم سابق كان يلعب كمهاجم. يلعب مع منتخب نيجيريا لكرة القدم منذ عام 1995.

## وصلات خارجية
- مومودو موتاير على موقع الاتحاد الدولي (مؤرشف)  (الإنجليزية)
- مومودو موتاير على موقع رابطة كرة القدم اليابانية للمحترفين (اليابانية)
- مومودو موتاير على موقع قاعدة بيانات كرة القدم.إي يو (الإنجليزية)
- مومودو موتاير على موقع بيانات كرة القدم. دي إي (الألمانية)
- مومودو موتاير على موقع ناشيونال فوتبول تيمز (الإنجليزية)
- مومودو موتاير على موقع عالم كرة القدم.نت (الإنجليزية)
- National Football Teams